# Heckeldora staudtii
Heckeldora staudtii är en tvåhjärtbladig växtart som först beskrevs av Hermann August Theodor Harms, och fick sitt nu gällande namn av Pierre Staner. Heckeldora staudtii ingår i släktet Heckeldora och familjen Meliaceae. Inga underarter finns listade i Catalogue of Life.